# Kieler Sportvereinigung Holstein von 1900 1962-1963
Questa voce raccoglie le informazioni riguardanti la Kieler Sportvereinigung Holstein von 1900 nelle competizioni ufficiali della stagione 1962-1963.

## Stagione
Nella stagione 1962-1963 l'Holstein Kiel, allenato da Erich Wolf, concluse il campionato di Oberliga nord al 5º posto.

## Rosa
| N. |                     | Ruolo | Calciatore         |
| -- | ------------------- | ----- | ------------------ |
|    | Germania (bandiera) | P     | Franz Möck         |
|    | Germania (bandiera) | P     | Peter Wittmaack    |
|    | Germania (bandiera) | D     | Rudi Balsam        |
|    | Germania (bandiera) | D     | Jürgen Harm        |
|    | Germania (bandiera) | D     | Klaus-Hinrich Jess |
|    | Germania (bandiera) | D     | Hartmut Kösling    |
|    | Germania (bandiera) | D     | Bodo Wehner        |
|    | Germania (bandiera) | C     | Hans-Peter Ehlers  |
|    | Germania (bandiera) | C     | Eitel Galle        |
|    | Germania (bandiera) | C     | Rolf Gerbers       |

| N. |                     | Ruolo | Calciatore       |
| -- | ------------------- | ----- | ---------------- |
|    | Germania (bandiera) | C     | Peter Rautenberg |
|    | Germania (bandiera) | C     | Günter Tams      |
|    | Germania (bandiera) | A     | Alfred Bornemann |
|    | Germania (bandiera) | A     | Fritz Boyens     |
|    | Germania (bandiera) | A     | Manfred Greif    |
|    | Germania (bandiera) | A     | Gerd Koll        |
|    | Germania (bandiera) | A     | Horst Martinsen  |
|    | Germania (bandiera) | A     | Horst Mund       |
|    | Germania (bandiera) | A     | Manfred Podlich  |

## Organigramma societario
Area tecnica
- Allenatore: Erich Wolf
- Allenatore in seconda:
- Preparatore dei portieri:
- Preparatori atletici:
- Analisi video:

## Calciomercato

### Sessione estiva
| Acquisti | Acquisti | Acquisti | Acquisti |
| R.       | Nome     | da       | Modalità |
| -------- | -------- | -------- | -------- |

| Cessioni | Cessioni        | Cessioni    | Cessioni |
| R.       | Nome            | a           | Modalità |
| -------- | --------------- | ----------- | -------- |
| A        | Dieter Krafczyk | Saarbrücken |          |

## Risultati

### Oberliga nord

#### Girone di andata
| Arbitro: | E. Schäfer |

|               |           |                                             |
| Dobat 1’, 19’ | Marcatori | 5’ Bornemann 23’, 86’ Martinsen 69’ Podlich |

| Arbitro: | H. Herden |

|                             |           |                        |
| Bornemann 10’ Martinsen 78’ | Marcatori | 4’, 79’ Meyer 89’ Soya |

| Arbitro: | Peschke |

|            |           |             |
| Porges 88’ | Marcatori | 60’ Podlich |

| Arbitro: | Schulenburg |

|                         |           |              |
| Greif 38’ Martinsen 78’ | Marcatori | 28’ Dretzler |

| Arbitro: | W. Spiewak |

|                               |           |           |
| Mittrowski 75’ Kellermann 84’ | Marcatori | 12’ Galle |

| Arbitro: | R. Seekamp |

|                             |           |                    |
| Bornemann 35’, 47’ Koll 39’ | Marcatori | 20’, 80’ Vormelker |

| Arbitro: | E. Skuballa |

|            |           |  |
| Agurew 15’ | Marcatori |  |

| Arbitro: | K. Ohmsen |

|                                         |           |  |
| Martinsen 2’ Podlich 73’, 85’ Greif 83’ | Marcatori |  |

| Arbitro: | K. Picker |

|                                  |           |              |
| Martinsen 6’, 32’, 50’ Galle 56’ | Marcatori | 81’ Künnecke |

| Arbitro: | E. Sturm |

|                                    |           |               |
| Neudorf 32’ Kurth 37’ Framheim 82’ | Marcatori | 85’ Martinsen |

| Arbitro: | Horstmann |

|                         |           |                                                 |
| Bochmann 35’ Knubbe 58’ | Marcatori | 19’, 20’ Bornemann 24’, 51’ Greif 31’ Martinsen |

| Arbitro: | W. Spiewak |

|               |           |  |
| Bornemann 11’ | Marcatori |  |

| Arbitro: | E. Schäfer |

|                                    |           |             |
| Martinsen 16’ Greif 48’ Boyens 63’ | Marcatori | 65’ Wuttich |

| Arbitro: | Beilecke |

|                               |           |                        |
| Fritzsche 26’, 53’ Seeler 31’ | Marcatori | 80’ Martinsen 89’ Koll |

| Arbitro: | H. Herden |

|                                             |           |                       |
| Koll 46’, 74’, 84’ Boyens 76’ Martinsen 90’ | Marcatori | 26’ Bertl 29’ Berking |

#### Girone di ritorno
| Arbitro: | E. Skuballa |

|  |           |                                            |
|  | Marcatori | 34’ Martinsen 72’ Tams 85’ (aut.) Urbaniak |

| Arbitro: | W. Zimmermann |

|                                       |           |                                            |
| Greif 36’, 87’ Podlich 42’ Ehlers 89’ | Marcatori | 27’ Framheim 38’, 60’ Wellnitz 69’ Neudorf |

| Arbitro: | Wilkens |

|          |           |            |
| Tams 11’ | Marcatori | 68’ Howind |

| Arbitro: | D. Basedow |

|                      |           |                                  |
| Lattek 55’ Bulik 75’ | Marcatori | 10’ Greif 35’ Koll 79’ Martinsen |

| Arbitro: | W. Spiewak |

|                                               |           |            |
| Schrader 34’, 73’ Wuttich 47’, 80’ Hosung 61’ | Marcatori | 83’ Boyens |

| Arbitro: | Horstmann |

|            |           |            |
| Boyens 37’ | Marcatori | 20’ Werner |

| Arbitro: | J. Redelfs |

|                       |           |               |
| Berking 43’ Bertl 80’ | Marcatori | 16’ Bornemann |

| Arbitro: | K. Ohmsen |

|                                     |           |                |
| Graber 19’, 71’ Noak 21’ Träger 81’ | Marcatori | 8’ (rig.) Koll |

| Arbitro: | E. Skuballa |

|                                           |           |                                            |
| Münster 62’ (aut.) Bornemann 80’ Koll 82’ | Marcatori | 9’ Stegelmann 11’, 75’ Agurew 30’ Rohweder |

| Arbitro: | W. Höfel |

|  |           |                              |
|  | Marcatori | 9’ Koll 15’ Galle 58’ Boyens |

| Arbitro: | E. Schäfer |

|                      |           |                       |
| Boyens 12’ Greif 35’ | Marcatori | 14’ Hartz 25’ Schicks |

| Arbitro: | K. Ohmsen |

|            |           |                               |
| Clasen 52’ | Marcatori | 16’ Greif 73’ Koll 82’ Boyens |

| Arbitro: | E. Sturm |

|              |           |            |
| Martinsen 5’ | Marcatori | 50’ Haecks |

| Arbitro: | H. Herden |

|                                              |           |                               |
| Jung 2’, 74’ Thun 41’, 63’ Schütz 59’ (rig.) | Marcatori | 11’ Galle 49’ Boyens 77’ Koll |

| Arbitro: | E. Schäfer |

|                                                |           |                                 |
| Mund 12’ Galle 18’ (rig.), 57’ Boyens 58’, 88’ | Marcatori | 24’ Schwalm 87’ (rig.) Rylewicz |

## Statistiche

### Statistiche di squadra
| Competizione  | Punti | In casa | In casa | In casa | In casa | In casa | In casa | In trasferta | In trasferta | In trasferta | In trasferta | In trasferta | In trasferta | Totale | Totale | Totale | Totale | Totale | Totale | DR  |
| Competizione  | Punti | G       | V       | N       | P       | Gf      | Gs      | G            | V            | N            | P            | Gf           | Gs           | G      | V      | N      | P      | Gf     | Gs     | DR  |
| ------------- | ----- | ------- | ------- | ------- | ------- | ------- | ------- | ------------ | ------------ | ------------ | ------------ | ------------ | ------------ | ------ | ------ | ------ | ------ | ------ | ------ | --- |
| Oberliga nord | 34    | 15      | 8       | 5       | 2       | 41      | 25      | 15           | 6            | 1            | 8            | 32           | 33           | 30     | 14     | 6      | 10     | 73     | 58     | +15 |
| Totale        | 34    | 15      | 8       | 5       | 2       | 41      | 25      | 15           | 6            | 1            | 8            | 32           | 33           | 30     | 14     | 6      | 10     | 73     | 58     | +15 |

### Andamento in campionato
| Giornata  | 1 | 2 | 3 | 4 | 5 | 6 | 7 | 8 | 9 | 10 | 11 | 12 | 13 | 14 | 15 | 16 | 17 | 18 | 19 | 20 | 21 | 22 | 23 | 24 | 25 | 26 | 27 | 28 | 29 | 30 |
| --------- | - | - | - | - | - | - | - | - | - | -- | -- | -- | -- | -- | -- | -- | -- | -- | -- | -- | -- | -- | -- | -- | -- | -- | -- | -- | -- | -- |
| Luogo     | T | C | T | C | T | C | T | C | C | T  | T  | C  | C  | T  | C  | T  | C  | C  | T  | T  | C  | T  | T  | C  | T  | C  | T  | C  | T  | C  |
| Risultato | V | P | N | V | P | V | P | V | V | P  | V  | V  | V  | P  | V  | V  | N  | N  | V  | P  | N  | P  | P  | P  | V  | N  | V  | N  | P  | V  |
| Posizione | 3 | 6 | 7 | 6 | 6 | 5 | 6 | 6 | 5 | 5  | 5  | 4  | 4  | 4  | 4  | 3  | 3  | 3  | 3  | 3  | 3  | 3  | 4  | 5  | 5  | 5  | 4  | 4  | 5  | 5  |

Legenda:

Luogo: C = Casa; T = Trasferta. Risultato: V = Vittoria; N = Pareggio; P = Sconfitta.

### Statistiche dei giocatori
| R. Balsam     | 25 | 0  | 0 | 0 |
| A. Bornemann  | 14 | 9  | 0 | 0 |
| F. Boyens     | 21 | 10 | 0 | 0 |
| H. Ehlers     | 29 | 1  | 0 | 0 |
| E. Galle      | 18 | 6  | 0 | 0 |
| R. Gerbers    | 0  | 0  | 0 | 0 |
| M. Greif      | 28 | 10 | 0 | 0 |
| J. Harm       | 12 | 0  | 0 | 0 |
| K. Jess       | 16 | 0  | 0 | 0 |
| G. Koll       | 25 | 11 | 0 | 0 |
| H. Kösling    | 5  | 0  | 0 | 0 |
| H. Martinsen  | 22 | 16 | 0 | 0 |
| H. Mund       | 2  | 1  | 0 | 0 |
| F. Möck       | 27 | 0  | 0 | 0 |
| M. Podlich    | 16 | 5  | 0 | 0 |
| P. Rautenberg | 22 | 0  | 0 | 0 |
| G. Tams       | 25 | 2  | 0 | 0 |
| B. Wehner     | 20 | 0  | 0 | 0 |
| P. Wittmaack  | 3  | 0  | 0 | 0 |